# 丰田市社
豐田市社（越南语：／）是越南顺化市下辖的一个市社。面积945.66平方公里，2024年总人口105597人。

## 地理
丰田市社东南接广田县和香茶市社，南接阿雷县，西接广治省达克容县，北接广治省海陵县，东北临南海。

## 历史
1989年6月30日，平治天省重新分设为广平省、广治省和承天顺化省3省；香田县划归承天顺化省管辖。
1990年9月29日，香田县分设为香茶县、广田县和丰田县3县。
1995年11月22日，丰收社和丰安社析置丰田市镇。
2024年11月30日，越南国会通过决议，自2025年1月1日起，承天顺化省改制为中央直辖市顺化市；丰田县改制为丰田市社，丰田市镇和丰收社合并为丰收坊，田海社和丰海社合并为丰海坊，田禄社和田和社合并为丰富坊，丰安社改制为丰安坊，丰贤社改制为丰贤坊，丰和社改制为丰和坊，田香社和田门社合并为丰盛社。

## 行政区划
丰田市社下辖6坊6社，市社人民委员会位于丰收坊。
- 丰安坊（Phường Phong An）
- 丰海坊（Phường Phong Hải）
- 丰贤坊（Phường Phong Hiền）
- 丰和坊（Phường Phong Hòa）
- 丰富坊（Phường Phong Phú）
- 丰收坊（Phường Phong Thu）
- 丰平社（Xã Phong Bình）
- 丰彰社（Xã Phong Chương）
- 丰美社（Xã Phong Mỹ）
- 丰山社（Xã Phong Sơn）
- 丰盛社（Xã Phong Thạnh）
- 丰春社（Xã Phong Xuân）